# Wagge
Als Wagge (Plural Wagges – gleich geschrieben wie die alemannische Form von Wackes resp. Waggis) bezeichnet man im Rheinland, im Volksmund, dickere Feldsteine, so genannte Findlinge, die man beim Pflügen auf dem Acker bzw. Feld findet. Gleiches gilt für große, vom Wasser in Gebirgsbächen und Flüssen rundgeschliffene Flusskiesel. Die hochdeutsche Bezeichnung für einen solchen dicken, schweren (aber noch von Hand transportierbaren) Naturstein ist Wacken – im Basler Dialekt Gwäggi genannt.
Davon abgeleitet bezeichnet man im Rheinland und im Saarland Französisch sprechende Menschen, zumeist Belgier und Franzosen, als Wagges (Pl. Waggesse). Sie kamen nach der Französischen Revolution, zunächst während der Besetzung des Rheinlandes durch französische Truppen, später auch als wallonische Unternehmer ins Rheinland.
Zurückzuführen ist diese Bezeichnung für Menschen auf das in Belgien und Frankreich seit Jahrtausenden verwendete natürliche Baumaterial. Die Häuser wurden vorwiegend aus grauem Bruchstein errichtet. Hierfür wurde zumeist die als Grauwacke bezeichnete Basaltwacke – ein Tongestein – verwendet. Bereits im Grenzgebiet von Deutschland nach Belgien fällt die Verwendung von grauem Bruchstein für den Hausbau auf.
In der Nordwestschweizer Region Basel werden die elsässer Bauern als Waggis bezeichnet, was sich auf die Fasnachts-Verkleidungen übertragen hat.